# Peleteria lineata
Peleteria lineata là một loài ruồi trong họ Tachinidae.